# Oratorio dei Santi Pietro e Lino
L'oratorio dei Santi Pietro e Lino, anticamente conosciuto come oratorio di San Pietro a Ca' Galeni e oratorio di san Pietro ad Linteum negli scritti di San Carlo Borromeo,  era un oratorio di Milano. L'edificio, situato nell'attuale piazza Santi Pietro e Lino, fu demolito nel 1786.

## Storia e descrizione
La menzione più antica dell'oratorio in un documento risale al 1019, mentre è successiva la menzione tra le chiese parrocchiali, status che mantenne fino al 1577 quando San Carlo soppresse l'omonima parrocchia. Sul nome non vi sono origini certe, se non un'ipotesi per cui il nome "Santi Pietro e Lino" deriverebbe dalla corruzione del più antico nome "San Pietro a Ca' Galeni", che deriverebbe dal nome della famiglia alla quale era assegnato l'antico giuspatronato, mentre San Carlo Borromeo si riferiva alla chiesa come "San Pietro ad Linteum" per via del lenzuolo apparso in visione al santo secondo la tradizione cristiana.
L'aspetto tramandatoci dell'edificio è quello successivo ai restauri iniziati nel 1719 che videro l'innalzamento della chiesa e la modifica di alcuni interni, tra cui l'altare maggiore indietreggiato su cui fu posto il dipinto del Cristo Crocifisso coi santi Pietro ed Omobono di Antonio Busca, e l'aggiunta di due cappelle laterali, nelle quali vennero riposte due statue già presenti nella chiesa di Sant'Antonio da Padova e della Beatissima Vergine. Nella chiesa era presente anche un quadro di San Pietro di Giovanni Battista Longoni, al quale si dovevano anche gli affreschi in prossimità dell'altare maggiore, e una tela di Santo Omobono di Giuseppe Rivola.
La chiesa, fu demolita nel 1786: sull'area occupata dal complesso sorge oggi una piazzetta che prende il nome dall'oratorio.